# Complexul Noua-Sabatinovka-Coslogeni
Complexul Noua-Sabatinovka-Coslogeni a fost un complex cultural arheologic din Epoca Bronzului târziu situat în Ucraina, Republica Moldova și România.

## Istoric
Datând din secolele XIV-XI î.Hr., complexul este format din culturile Noua, Sabatinovka și Coslogeni strâns înrudite.    
Complexul provine dintr-o migrație către vest legată de cultura Srubnaya din regiunea de stepă și silvostepă de la nord de Marea Neagră,  combinată cu cultura Monteoru anterioară din Moldova și România.  I-au urmat cultura câmpurilor de urne (cultura Gâva )  și cultura Belozerka. 